# Жицень
Жицень, або Житень (біл. Жыцень, рос. Житень) — у давніх слов'ян, насамперед білорусів — божество осінніх робіт та врожаю, вівсяний дух. Зображувався невисоким, худим, волохатим, похилого віку старцем з суворим виразом обличчя і трьома очима
Згідно з повір'ям ходив нивами та городами, спостерігаючи за збором врожаю. Карав ледачих і неохайних.

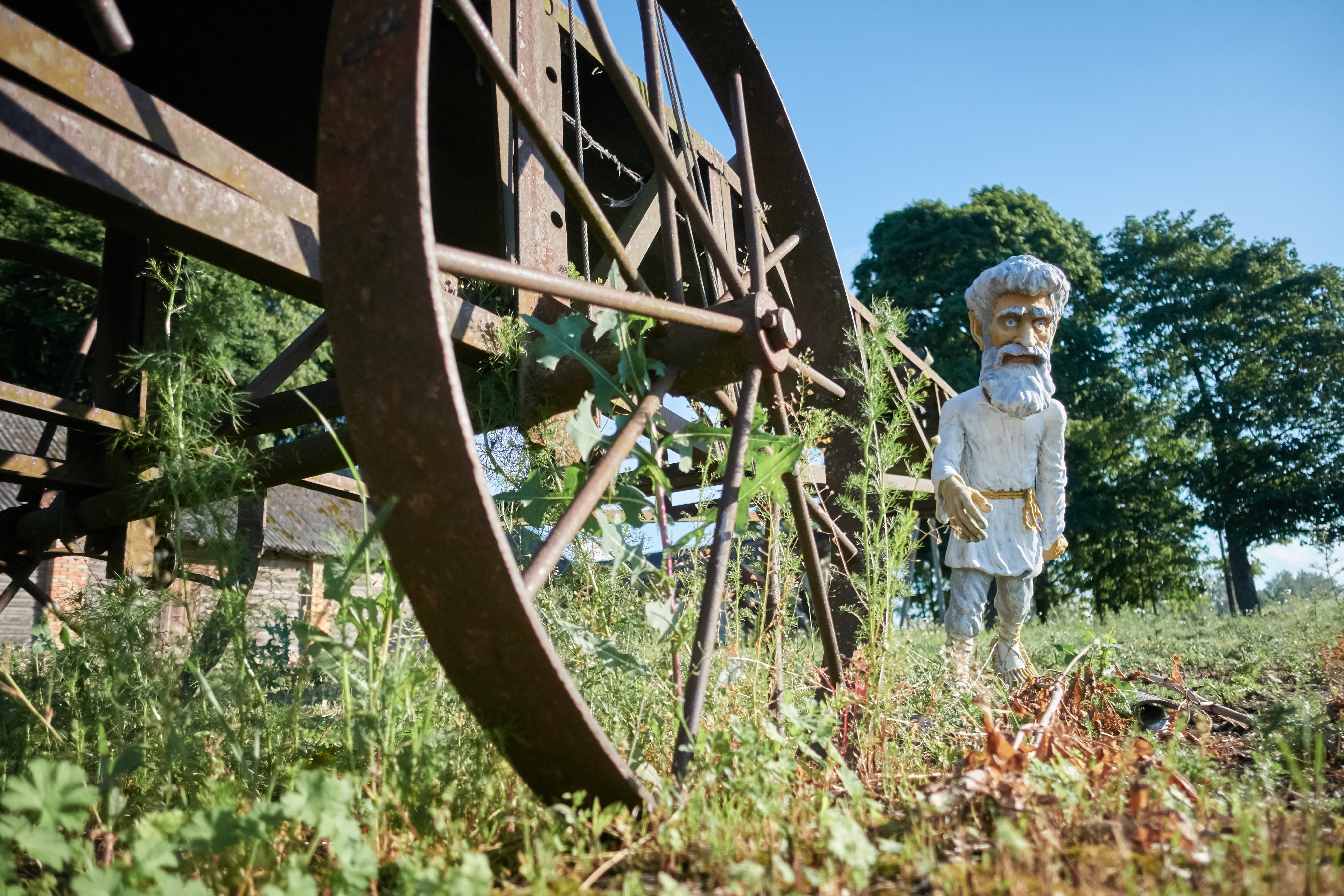
Жицень, скульптура

Образ Жиценя й досі спостерігається в білоруському фольклорі, зокрема в примовці «Жыцень хлеба дав».

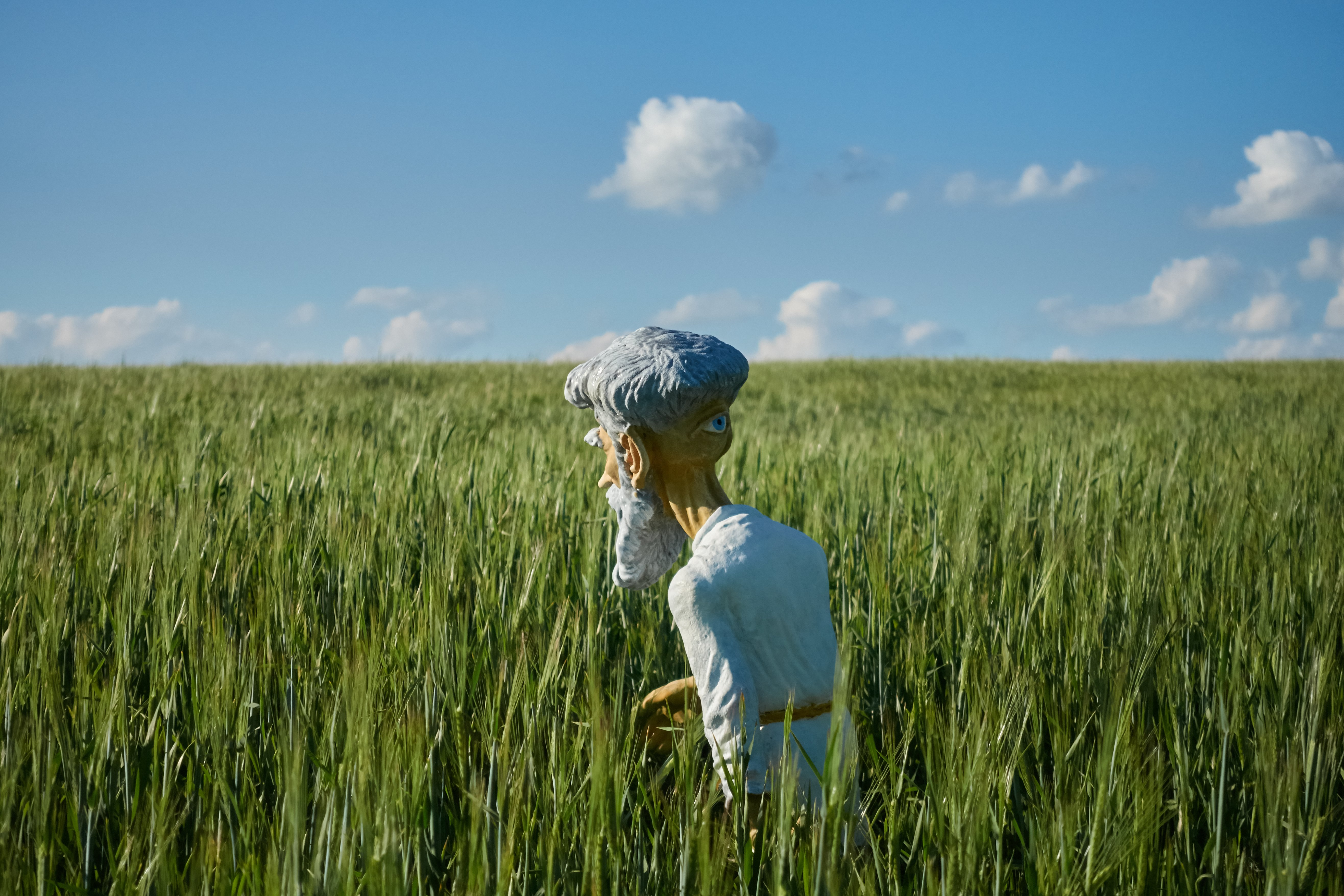

## Виноски
1. ↑  M., Zakovych, M. (2000). Ukraïnsʹka ta zarubiz︠h︡na kulʹtura : navchalʹnyĭ posibnyk. Kyïv: Znanni︠a︡. с. 376. ISBN 9667293971. OCLC 45223296.
2. ↑  Elena., Grushko, (1996). Slovarʹ slavi︠a︡nskoĭ mifologii (вид. Izd. 2., perer. i dop). Nizhniĭ Novgorod: "Russkiĭ kupet︠s︡". с. 241. ISBN 5882040647. OCLC 36202608.{{cite book}}:  Обслуговування CS1: Сторінки з посиланнями на джерела із зайвою пунктуацією (посилання)
3. ↑  Ivan., Shami︠a︡kin, (1989). Ėtnahrafii︠a︡ Belarusi : ėntsyklapedyi︠a︡. Minsk: "Belaruskai︠a︡ sav. ėntsyklapedyi︠a︡ imi︠a︡ Petrusi︠a︡ Broŭki". с. 199. ISBN 5857000149. OCLC 22068282.{{cite book}}:  Обслуговування CS1: Сторінки з посиланнями на джерела із зайвою пунктуацією (посилання)
4. ↑  Halyna., Lozko,; Галина., Лозко, (1998). Imenoslov : imena slov'i︠a︡nsʹki, istorychni ta mifolohichni. Kyïv: Redakt︠s︡ii︠a︡ chasopysu "Svaroh". с. 79. ISBN 9667276228. OCLC 41518065.{{cite book}}:  Обслуговування CS1: Сторінки з посиланнями на джерела із зайвою пунктуацією (посилання)
5. ↑  Bychkov, A. A. (2001). Ėnt︠s︡iklopedii︠a︡ i︠a︡zycheskikh bogov : mify drevnikh slavi︠a︡n. Moskva: Veche. с. 109—110. ISBN 5783806889. OCLC 47160859.
6. ↑  D., Dudko, (2002). Materʹ Lada : bozhestvennoe rodoslovie slavi︠a︡n : i︠a︡zycheskiĭ panteon. Moskva: ĖKSMO. с. 62. ISBN 5699016252. OCLC 52635016.{{cite book}}:  Обслуговування CS1: Сторінки з посиланнями на джерела із зайвою пунктуацією (посилання)
7. 1 2  Плачинда, С. П. (1993). Словник давньоукраїнської міфології. Київ: Укр. письменник. с. 27.